# Crema (farmacia)

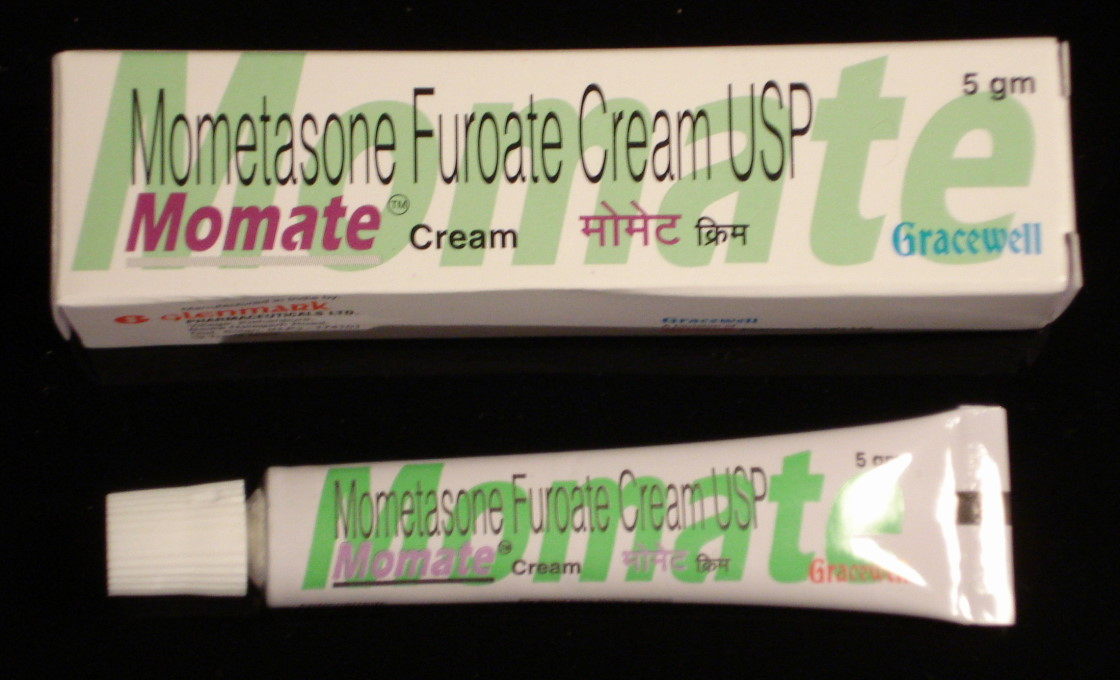
Mometasona en crema

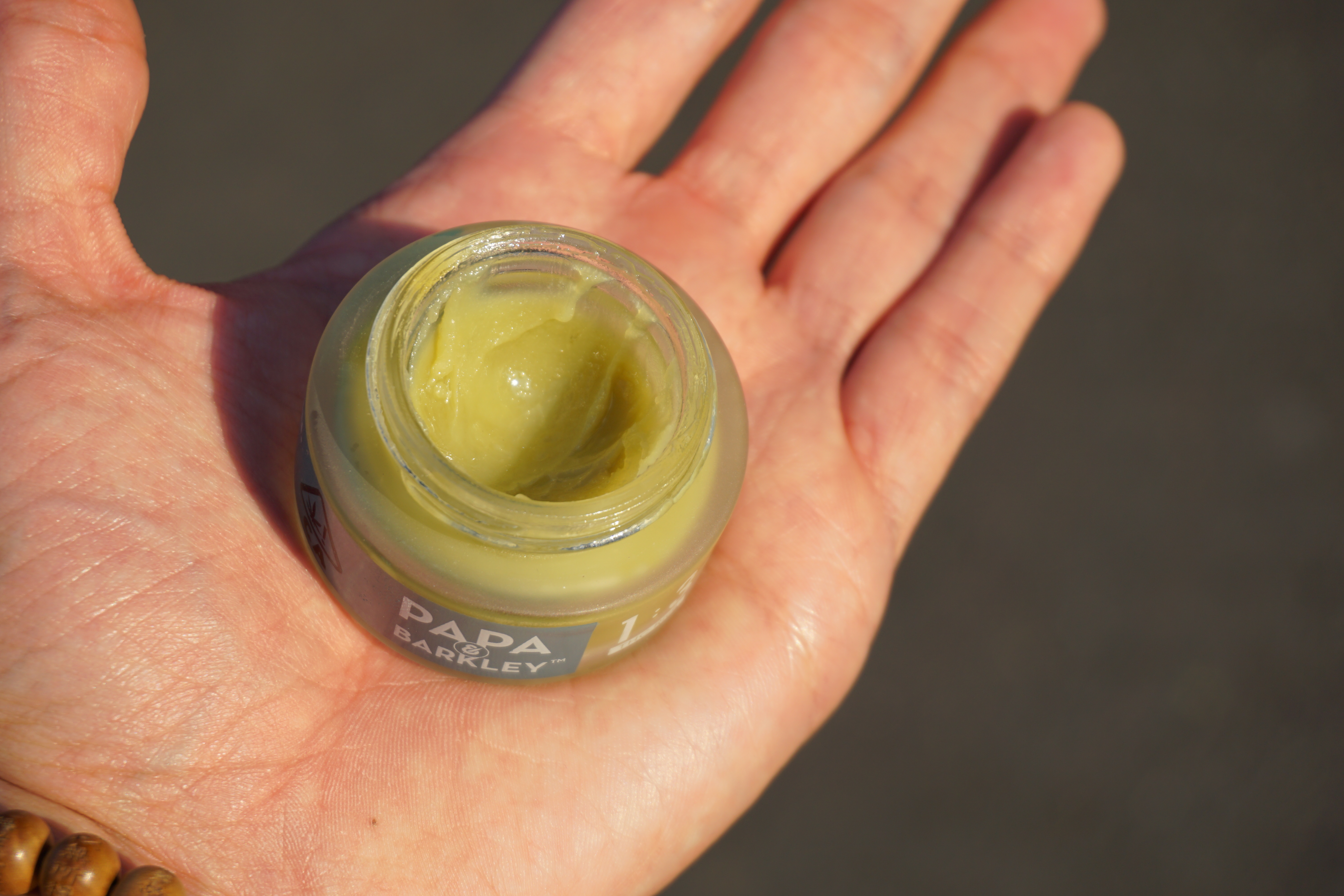
Crema de cannabis para tratamiento del dolor

En farmacia, una crema es un preparado semisólido para el tratamiento tópico. Las cremas son a base de agua (a diferencia de un ungüento o pomada) contienen de un 60 a 80 % de agua, para poder formar un líquido espeso y homogéneo. Estos preparados (que, como se ha dicho, deben ser administrados por uso tópico) suelen ser multifase: siempre contienen una fase lipófila y otra fase hidrófila algunas están hechas de cera con alcohol.

## Clases
- Crema antimicótica
- Crema hidratante
- Crema solar (crema para proteger piel humana del sol con su filtro UV)
- Para la piel (cremas protectoras)
- Para dentro del ojo (crema para los ojos)
- Para la vagina (crema vaginal)
- Para la nariz (crema nasal para la nariz)
- Para el oído
- Bálsamo labial